# NQ Волопаса
NQ Волопаса (лат. NQ Boötis), HD 132305 — двойная звезда в созвездии Волопаса на расстоянии (вычисленном из значения параллакса) приблизительно 795 световых лет (около 244 парсеков) от Солнца. Видимая звёздная величина звезды — от +11m до +10,7m.

## Характеристики
Первый компонент — оранжевая эруптивная переменная звезда типа RS Гончих Псов (RS)* спектрального класса K0. Радиус — около 2,36 солнечных, светимость — около 3,186 солнечных. Эффективная температура — около 5018 K.